# Stelmar II (schip, 1930)
De Stelmar II is een varend monument dat wordt gebruikt als wachtschip door de scouts van Scoutinggroep Stella Maris, een groep van Scouting Nederland in Rotterdam, Admiraliteit 06 Van de Maze. De scouts gebruiken het schip ook tijdens kampen als slaapplaats. Het schip heeft een ligplaats in de Leuvehaven. De Stelmar II kan niet afgemeerd worden bij het groepshuis aan de Kralingse Plas, omdat het schip te breed is voor het Kralingse Verlaat. 

## Geschiedenis
Er is weinig bekend over de geschiedenis van het schip. Uit metingen blijkt dat het oorspronkelijk als motorschip werd gebouwd en voor de Tweede Wereldoorlog werd verlengd. Er is ook een Lister hulpmotor geplaatst voor het hijstuig. In juli 2005 is het schip door de groep aangeschaft en in de daaropvolgende drie jaar is het met behulp van vele vrijwilligers en sponsoren opgeknapt en geschikt gemaakt voor scoutingactiviteiten. De houten Friese kap is vervangen door een stalen dek. Het schip werd op 27 september 2008 gedoopt.

## Liggers Scheepmetingsdienst[1]
| Meetnummer | District en volgnr. | Meetdatum        | Meetplaats     | Lengte [m] | Breedte [m] | Inzinking [m] | Waterverplaatsing [ton] | Naam            | Eigenaar     | Domicilie |
| ---------- | ------------------- | ---------------- | -------------- | ---------- | ----------- | ------------- | ----------------------- | --------------- | ------------ | --------- |
| Hb510N     | ‘s-Hertogenbosch    | 1 januari 1930   | Raamsdonksveer | 26,70      | 5,05        | –             | 116,729                 | VIJF GEBROEDERS | -            | -         |
| R12176N    | Rotterdam           | 7 september 1939 | Raamsdonksveer | 32,71      | 5,05        | 1,72          | 155,086                 | ADMA            | C. Baardmans | Breda     |
| R24512N    | Rotterdam           | 26 februari 1959 | Drimmelen      | 32,71      | 5,04        | 1,72          | 156,180                 | ADMA            | –            | –         |
| R26049N    | Rotterdam           | 22 februari 1961 | -              | 32,71      | 5,04        | 1,90 :        | 182,102                 | ADMA            | –            | -         |
| R27681N    | Rotterdam           | 5 april 1963     | –              | 32,71      | 5,04        | 1,98          | 181,278                 | VIER GEBROEDERS | –            | –         |